# Megachile adusta
Megachile adusta is een vliesvleugelig insect uit de familie Megachilidae. De wetenschappelijke naam van de soort werd in 1871 gepubliceerd door Walker.